# Porrúa
Porrúa je civilní farnost v obci Llanes v Asturském knížectví. V roce 2006 měla podle Španělského národního statistického institutu (INE) celkem 408 obyvatel, kteří žili v 222 domech. Její celková rozloha činí 9,45 km2. Nachází se 4 km jihozápadně od Llanes (výjezd ze silnice Llanes–L'Agüera Meré) a 2,5 km od Celoria (místní silnice LL-00). Leží na okraji zalesněné oblasti zvané Mañanga.
Patrony farnosti jsou svatí Julián a Basilisa, na jejichž počest se koná velká slavnost na svátek svatých Justa a Pastora druhou srpnovou neděli. Po mučedníku sv. Juliánovi je pojmenováno i zdejší náměstí Campu San Julián. Je známé i jako La Bolera, protože se zde nachází jediná krytá bowlingová dráha (bolo-palma) v regionu. Kromě ní tu stojí kostel z let 1905–1906, škola z roku 1924 a kasino-knihovna z roku 1928. S náměstím sousedí i národopisné muzeum východní Asturie, které je jedinečnou kulturní institucí.
Zdejší Tradiční trh je jakýmsi průkopníkem v tomto typu akcí a ukázkou rukodělných řemesel, lidové hudby, folklóru a zvyků této oblasti. Každoročně se tu též konají trhy dobytka. Porrúa je rovněž vyhlášená svými sýry, jejichž výrobci udržují staletou tradici. V neposlední řadě je pak známa tím, že dala jméno tradičnímu mužskému oděvu této oblasti – porruanu.
Díky své výsadní poloze v obci Llanes s více než třiceti plážemi s jemným pískem, zasazenými do míst s velkými přírodními krásami včetně blízkosti pohoří Picos de Europa, a díky svému cennému kulturnímu dědictví se tato farnost stává cílem pro tisíce návštěvníků, kteří rok co rok přijíždějí do této oblasti, aby si užili její gastronomii, folklór a přívětivé obyvatelstvo.
Podnebí je zde mírné, s poměrně malými teplotními výkyvy. To se odráží v mírných létech a zimách s průměrem, který přesahuje 17 °C v létě a 8,5 °C v zimě.
V roce 2005 získala tato farnost cenu Cenu knížete asturského pro výjimečnou asturskou obec a v roce 2008 to bylo ocenění Evropská kulturní obec.

## Nejbližší okolí
El Colláu, El Colláu Molín, La Concha, L 'Aguillón, La Boriza, La Calle, La Vega, La Veguina, El Depósitu, Valparón, La Cortina, Serna, Jogu la Zurra, Llagu la Corrada, La Jorna, El Molín, El Peral, La Caleya Roque, La Mazuga, La Concha, La Jorcada, El Carril, La Pasera, El Corral, La Bolera, Sorvilla, La Cerezal, Llacín, Meré, El Coteru, La Peruyal, El Cortixu, La Concha La Jorcada , La Portiellina, Caxigal, Juentes, La caleya Don Grigoriu, Carapedru, La Jolechada, vila Llagu

## Partnerská města
- Bystré, Česko